# 大寨子乡
大寨子乡，是中华人民共和国云南省昭通市昭阳区下辖的一个乡镇级行政单位。

## 行政区划
大寨子乡下辖以下地区：
大寨村、雨霏村、车德村、卜鲁期村、铁池村、锅厂村、窝凼村和新林村。